# Tremblois-lès-Carignan
Tremblois-lès-Carignan é uma comuna francesa na região administrativa de Grande Leste, no departamento das Ardenas. Estende-se por uma área de 4,28 km². Em 2010 a comuna tinha 162 habitantes (densidade: 37,9 hab./km²).